# Francesco Saverio Toppi
Francesco Saverio Toppi, né le 26 juin 1925 à Brusciano et mort le 7 avril 2007, était un prêtre catholique italien, appartenant à l'ordre des Frères mineurs capucins, ayant été l'archevêque prélat de Pompei de 1990 à 2001. La cause pour sa béatification a été engagé par l'Église catholique. Le 20 janvier 2022, il est déclaré vénérable par le pape François.

## Biographie
Vincenzo Toppi, de son nom de baptême, naît le 26 juin 1925 à Brusciano, dans une famille profondément chrétienne, vivant de l'agriculture. Garçon enjoué, il est apprécié par ses compagnons de jeu, obtient d'excellents résultats scolaires et s'intéresse vivement à la pratique religieuse. Au moment de sa première communion, il manifeste son désir d'entrer dans la vie religieuse. Sa famille s'oppose quelque temps à la vocation de Vincenzo mais après avoir rassemblé une bourse d'études, le laisse partir au petit séminaire des Frères mineurs capucins de Sorrento, le 19 octobre 1936. Il est âgé de 11 ans.
En 1940, Vincenzo Toppi termine ses études au petit séminaire et s'en va compléter ses connaissances à Avellino et Nola où, de 1944 à 1948, il suit une formation en théologie. Il entre au noviciat des Frères mineurs capucins en 1940 à Nola et le 7 juillet 1947, il fait sa profession religieuse sous le nom de Francesco Saverio. Il reçoit l'ordination sacerdotale le 29 juin 1948. Il poursuit ses études à Rome, obtenant un diplôme d'archiviste et de bibliothécaire à l'École vaticane de paléographie, de diplomatique et d'archivistique en 1950. Il est diplômé l'année suivante en histoire ecclésiastique à l'Université pontificale grégorienne.
Francesco Saverio Toppi est envoyé comme professeur d'histoire ecclésiastique au couvent Sant'Efremo Vecchio de Naples, où il se distingue pour sa vaste connaissance de sa discipline, très apprécié de ses étudiants. En parallèle, il mène une vie religieuse austère et empreinte de prière. Devenu une référence dans l'ordre capucin dans la région, il sera un grand ami de saint Padre Pio. De 1959 à 1968 il est supérieur provincial des Frères mineurs capucins de Naples puis de la province de Palerme de 1971 à 1976. Au moment de son gouvernorat, la province de Palerme connaît une crise entre les différentes communautés. Francesco Saverio Toppi sut ramener l'unité de la province et mettre à bas les désaccords. Il mènera aussi de nombreux voyages en Amérique latine et en Afrique pour implanter ou développer des communautés capucines.
Le 13 octobre 1990, le pape Jean-Paul II le nomme archevêque-prélat de Pompei. Il reçoit la consécration épiscopale le 7 décembre suivant des mains de l'archevêque de Naples, le cardinal Michele Giordano. Tout au long de son épiscopat, il concentre son ministère au Sanctuaire de Notre-Dame du Rosaire, se faisant prédicateur ou confesseur. Il mène une vie monacale, austère et humble. Pour limite d'âge, il renonce à sa charge le 17 février 2001, restant l'archevêque-émérite de Pompei jusqu'à sa mort. Il laissa derrière lui de nombreux écrits, riches en spiritualité.
Francesco Saverio Toppi meurt le 7 avril 2007 à Nola, où il s'était retiré dans le couvent capucin. Ses funérailles sont célébrées au sanctuaire de Pompei, attirant de nombreux fidèles qu'il avait connu.

## Béatification
C'est après avoir reçu l'aval du Saint-Siège que la cause en béatification et canonisation de Francesco Saverio Toppi débute le 2 avril 2014 dans le diocèse de Pompei. Le 13 octobre 2016, la phase diocésaine est clôturée et envoyée à Rome pour y être étudiée par la Congrégation pour les causes des saints.
Le 20 janvier 2022, le pape François reconnaît les vertus héroïques de Mgr Toppi, et signe le décret qui lui attribue le titre de vénérable. 
Si un miracle obtenu par son intercession est reconnu comme authentique, l'Église catholique pourra le proclamer bienheureux.